# Miquel Brasó i Vaqués

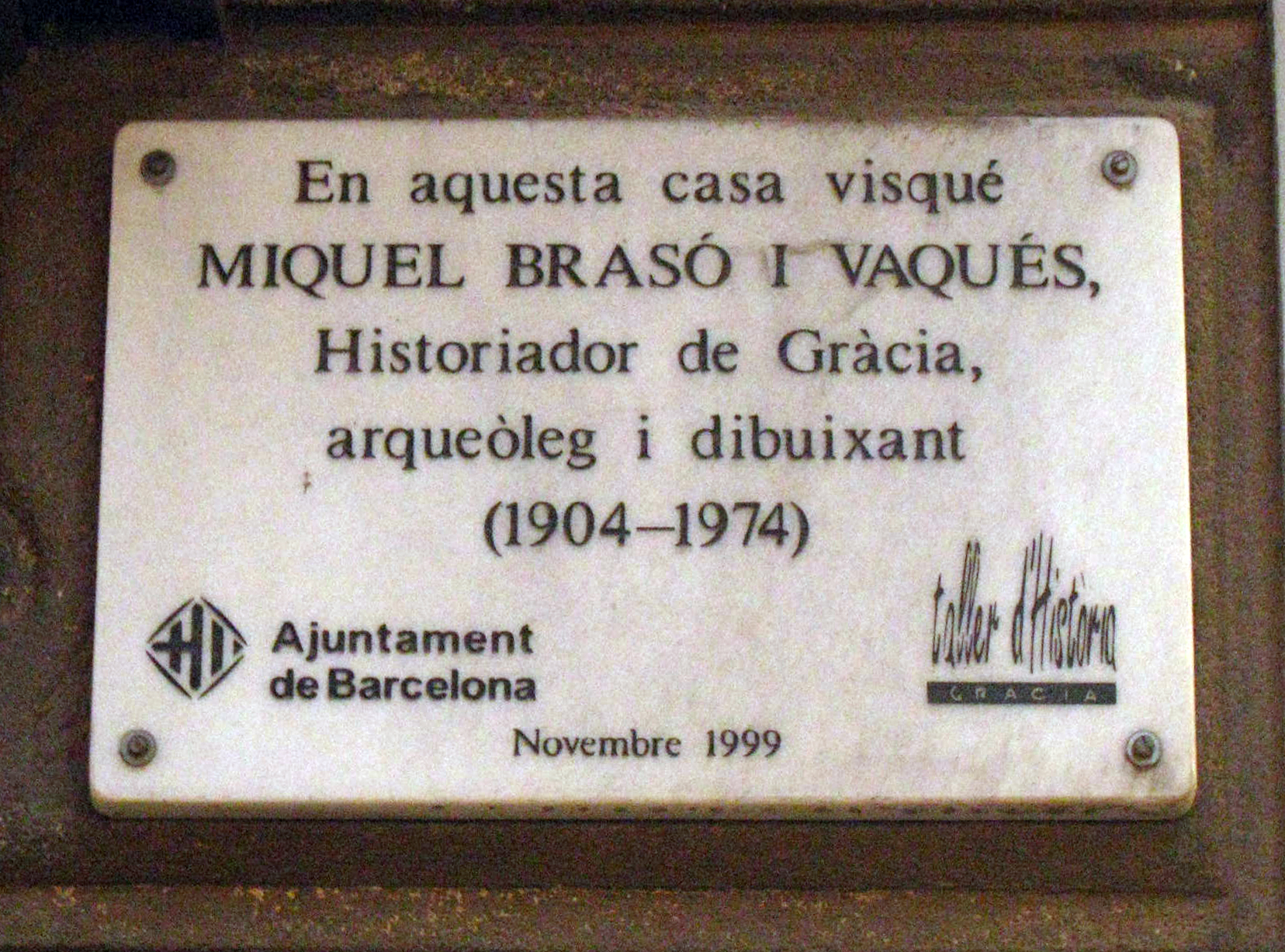
Placa commemorativa ubicada al C. Verdi, 17 (Barcelona).

Miquel Brasó i Vaqués (Barcelona, 13 de setembre de 1904 - 21 de juliol de 1974) va ser un arqueòleg i historiador gracienc nascut al carrer Sant Vicenç (avui Valldoreix) del barri de Gràcia (Barcelona).
Fou fill de Pere Brasó i Serratosa, natural de Sant Hipòlit de Voltregà, i de Júlia Vaqués i Vila, nascuda a l'aleshores Vila de Gràcia. Va ser registrat amb els noms de Miquel Ramon Josep. Miquel va ser de formació autodidacta, va estudiar molt notablement aspectes dels orígens urbanístics, arquitectònics i toponímics de Gràcia divulgant-ne nombroses teories i troballes. Va col·laborar amb Agustí Duran i Sanpere.
Entre l'obra escrita sobre Gràcia destaquen: Breve Historia de la Fiesta Mayor, Evolución histórica y toponímica de Gracia, Comunicacions gracienques 1851-1875, Edificación y urbanización graciense, i la seva participació en el llibre col·lectiu Álbum Histórico y Gráfico de Gracia, editat l'any 1950. També cal esmentar les nombroses col·laboracions que feia a programes de Festa Major de Gràcia i la festa de Sant Medir.
Fou un dels promotors, en el curs 1921-1922, del Grup Pictòric de Gràcia en el si del Centre Moral i Instructiu de Gràcia i en va dissenyar el segell. Formà part del Club Excursionista de Gràcia, entitat que va abandonar en desacord pel trasllat de la seva seu fora dels límits de l'antic municipi barcelonès.
Des de l'11 de novembre de 1999 i amb motiu del 25è aniversari de la seva mort, Gràcia el recorda amb una placa commemorativa a la façana de la casa on va viure al carrer Verdi, 17.